# عمر شابسيغ
عمر شابسيغ (1355- 1446 هـ / 1936- 2024 م) خبير مُعجَمي ومهندس كهربائي سوري، وضابط في الجيش العربي السوري برتبة عميد، وأستاذ جامعي وأحد مؤسِّسي قسم الهندسة الكهربائية في كلية الهندسة بجامعة دمشق، وواضعي منهاج الهندسة الإلكترونية. وهو عضو عامل بمجمع اللغة العربية بدمشق، وأسهم في وضع المصطلحات العربية في عدد من لجان المجمع، منها لجنة مصطلحات الهندسة الكهربائية والإلكترونية والاتصالات، ولجنة تنسيق المصطلحات وتوحيدها، ولجنة الترجمة. وكان متقنًا لعدد من اللغات، منها الإنجليزية، والفرنسية، والروسية، والألمانية، والشركسية، وترجم منها كتبًا إلى العربية، ووضع معجمًا إلكترونيًّا خماسي اللغات.

## ولادته وتحصيله
ولد عمر بن أحمد حمدي شابسيغ في دمشق، يوم الأحد 9 ربيع الآخر 1355هـ الموافق 28 يونيو (حَزِيران) 1936م، لأسرة دمشقية شركسية. ونال شهادة الدراسة الثانوية من مدرسة التجهيز الأولى (جودة الهاشمي) بدمشق. ثم رحل إلى مصر لدراسة الهندسة الكهربائية، وفي عام 1958 حصل على شهادة (بكالوريوس) في الهندسة الكهربائية من جامعة الإسكندرية.
رجع إلى دمشق وتطوَّع في الجيش العربي السوري، ضابطًا جامعيًّا برتبة ملازم أول، عام 1959، في عهد الوحدة السورية المصرية، واتَّبع دورة في (منهجية التدريس) بالقاهرة عام 1960، ودورة في (الاتصالات والاختبارات اللاسلكية) في إنجلترا عام 1963، ودورة في (الاتصالات البعيدة المدى المتعدِّدة القنوات) في فرنسا عام 1970، وحصل على (شهادة الركن العليا) من أكاديمية الاتصالات في سانت بطرسبرغ بروسيا، ثم على شهادة (دكتوراه) في الاتصالات والحوسبة من الأكاديمية نفسها عام 1972.

## عمله ووظائفه
بدأ حياته العملية محاضرًا في كلية الهندسة الميكانيكية والكهربائية بجامعة دمشق من 1965 إلى 2012، وهو أحد مؤسِّسي قسم الهندسة الكهربائية، وواضعي منهاج الهندسة الإلكترونية. وعمل باحثًا رئيسًا في مركز الدراسات والبحوث العلمية بدمشق من 1977 إلى 1981. وعُيِّن معاونًا لمدير فرع الصناعات الإلكترونية في مركز الدراسات والبحوث العلمية من 1981 إلى 1986.
في عام 1983 تسلَّم رئاسة الجمعية السورية العلمية التقنية لهُواة اللاسلكي. وترقَّى في الرُّتَب العسكرية إلى أن أُحيل على التقاعد برتبة عميد عام 1986. وهو صاحب شركة نظُم الحاسبات المحدودة ورئيسها، من 1986 إلى 1999. واختِير مستشارًا لاتصالات الكوارث في البرنامج الإنمائي للأمم المتحدة عام 2003.

### عضويات ونشاطات
- عضو مجلس إدارة المؤسسة العامَّة للاتصالات.
- عضو أكاديمية العلوم في نيويورك.
- عضو معهد المهندسين الكهربائيين والإلكترونيين IEEE.
- عضو جمعية الاتصالات والحوسبة في معهد IEEE.
- عضو الجمعية السورية للمعلوماتية.
- عضو الجمعية الوطنية للجغرافيا.
- عضو جمعية الكواكب.
- عضو الجمعية السورية العلمية التقنية لهُواة اللاسلكي.[4]
- عضو نقابة المهندسين السوريين.
- عضو جمعية هُواة اللاسلكي.
- عضو جمعية أصدقاء دمشق.[3]

## إنجازاته الهندسية
حقق كثيرًا من الإنجازات، ونجح في تنفيذ كثير من المشاريع الهندسية، من أهمها: معمل إصلاح واختبار ومعايرة أجهزة الاتصالات عام 1962، وأنظمة تحكُّم من بُعد بالأجهزة اللاسلكية عام 1962، نظام اتصالات لاسلكية بَرْقي وهاتفي على مستوى القطر العربي السوري عام 1963، نظام اتصالات كوابل مِحوَرية في القطر العربي السوري عام 1970، مَخبَر اختبارات كوابل الاتصالات عام 1970، مودم زحزحة زاوية الطور المتعدِّد السرعات (نال على تنفيذه شهادة تقدير) عام 1980، نظام اختبار محطَّات لاسلكية عام 1986، نظام أتمتة إدارة حقل نفط عام 1989، نظام أتمتة السجلِّ المدني عام 1998.
وأشرف على ثمانية مشاريع تخرُّج لطلَّاب كلية الهندسة الميكانيكية والكهربائية في جامعة دمشق، وكانت جميع هذه المشاريع مبتكرة.

## في مجمع اللغة العربية
انتُخب عمر شابسيغ عضوًا عاملًا في مجمع اللغة العربية بدمشق في 17 سبتمبر (أيلول) 2008 خلَفًا للشيخ سعيد الكَرْمي، وصدر المرسوم الرئاسي بتعيينه في 30 أكتوبر (تشرين الأول) 2008، وأقيمت حفلة استقباله في المجمع بتاريخ 18 فبراير (شباط) 2009م.
شارك شابسيغ في أعمال لجان المجمع لوضع المصطلحات العربية البديلة، منها: لجنة مصطلحات الهندسة الكهربائية والإلكترونية والاتصالات، ولجنة تنسيق المصطلحات وتوحيدها، ولجنة الترجمة، ولجنة مصطلحات البريد، ولجنة ألفاظ الحضارة.
وألقى في المجمع محاضرةً بعنوان (صمود اللغة العربية عبر العصور ومرونتها في التطوُّر) عام 2010. ونشر في مجلة المجمع ثلاث مقالات، هي: (خمسون عامًا من الكتابة العلمية)، و(كيف نفهم فلسفة العلوم؟)، و(إطلاق سراح العلم). وألقى كلمتين مجمعيَّتين؛ في حفلة استقباله، وفي حفلة استقبال الدكتور محمد سعيد الصفدي.

## كتبه وآثاره

### مؤلفاته
1. أجهزة القياس الكهربائية (لطلاب كلية الهندسة)، 1965.
2. القياسات الإلكترونية (لطلاب كلية الهندسة)، 1965.
3. التنبُّؤ عن انتشار الموجات القصيرة، 1981.
4. طرق التعديل الرَّقْمي الحديثة، الجزء الأول: التعديل التردُّدي الأدنى، 1982.
5. الاتصالات البعيدة لهُواة اللاسلكي، 1986.
6. تشغيل أجهزة اتصالات الطوارئ، 2003.
7. المرجع في مبادئ اللاسلكي، 2004.
8. قاموس إلكتروني متعدِّد اللغات (شركسي - عربي - إنجليزي - ألماني - روسي)، 2007.
9. معجم مصطلحات الهندسة الكهربائية والإلكترونية والاتصالات، بالاشتراك مع د. أميمة الدكَّاك، ود. نوَّار العوَّا، ود. هاشم ورقوزق، 2016.[8]
10. قائمة مصطلحات البريد، بالاشتراك مع مروان البواب، وأحمد الحصري، وأنطون مارين، 2016.
11. قائمة مصطلحات الاتصالات، بالاشتراك مع د. نوَّار العوَّا، ود. أميمة الدكَّاك، ود. هاشم ورقوزق، 2016.
12. الإشعاع الكوني الميكروي الخلفي، 2018.
13. أكبر محتال في العلم: ألبرت أينشتاين، 2019.[9]

### ترجماته
1. مبادئ اللاسلكي، مجلدان (من الإنكليزية)، 1962.
2. مبادئ الكهرباء (من الفرنسية)، 1964.
3. الرياضيات في الأعمال العسكرية (من الروسية)، 1979.
4. بحوث العمليات (من الروسية)، 1979.
5. اكتشاف وفكُّ رموز الكتابات القديمة في القفقاس (من الروسية)، تأليف غ.ف. تورتشانينوف، 1992.
6. أنظمة الاتصالات الإلكترونية المتقدِّمة (من الإنكليزية)، تأليف وين توماسى، تدقيق موفق العوَّا، 1994.[10]
7. إبادة الشراكسة (من الروسية) تأليف علي حسن قاسوم، وحسن علي قاسوم، 1995.
8. ذكريات ضابط روسي في القفقاس (من الروسية)، تأليف فيودور تورناو، 1997.
9. ضياع بلاد الشراكسة (من الروسية)، تأليف تامارا بولوفينكينا، 2002.[2]
10. اتصالات الطوارئ (من الإنكليزية)، 2003.
11. إدارة الكوارث (من الإنكليزية)، 2003.
12. نظام (ألفا) للاتصالات الرَّقْمية (من الألمانية إلى الإنكليزية)، 2004.
13. نظام تعدُّد زوايا الطور للاتصالات الرَّقْمية (من الفرنسية إلى الإنكليزية)، 2004.
14. نظرية الكشف والتقدير وتطبيقاتها (من الإنكليزية)، مراجعة د. محيي الدين وايناخ، 2011.

### مقالاته
كتب عددًا كبيرًا من المقالات في موضوعات شتَّى، من ذلك 20 مقالًا علميًّا في موضوع الاتصالات، فيما بين 1966 و2004. و7 مقالات في الإدارة، فيما بين 1966 و1985. و7 مقالات في اللغة العربية (نُشرت في صحيفة تشرين والثورة) فيما بين 1997 و2010. و15 مقالًا في التعليم (نُشرت في صحيفة تشرين) فيما بين 1997 و2006. و3 مقالات في الحَوسَبة (نُشرت في صحيفة تشرين) فيما بين 1997 و2006. و18 مقالًا في الاقتصاد (نُشرت في صحيفة تشرين، ومجلة أبيض وأسود) فيما بين 2002 و2006. و17 مقالًا في الشأن العام (نُشرت في صحيفة تشرين، ومجلة السفير) فيما بين 2002 و2006.
وكتب مقالات لموسوعة العلوم والتقانات الصادرة عن هيئة الموسوعة العربية، منها:
- "اتصالات هُواة اللاسلكي" تحت تصنيف هندسة الاتصالات، 1/ 161.[11]
- "الاستقبال اللاسلكي" تحت تصنيف هندسة الاتصالات، في المجلد الثاني.[12]

## محاضراته
ألقى عمر شابسيغ كثيرًا من المحاضرات في موضوعات مختلفة، منها 3 محاضرات في موضوع الاتصالات وإدارة الإشارة، فيما بين 1999 و2009، ومحاضرتان في اللغة العربية، إحداهما "جمال اللغة العربية وماذا نحن فاعلون بها"، عام 2008، والأُخرى "صمود اللغة العربية ومرونتها عبر العصور". ومحاضرة في التعليم، بعنوان "ما المطلوبُ من الجامعات الخاصَّة في سورية، عام 2001، و5 محاضرات في مواضيع متفرِّقة فيما بين 2005 و2008.
وشارك في عدد من المؤتمرات، وقدَّم فيها بحوثًا، منها:
- مؤتمر الاتصالات في التردُّدات العالية، في لندن بمعهد المهندسين الكهربائيين البريطاني، 1979.
- المؤتمر الدَّولي الإداري للاسلكي التابع للاتحاد الدَّولي للاتصالات (ITU)، 1979.
- مؤتمر الاتصالات الدَّولي الخاص بمعهد المهندسين الكهربائيين والإلكترونيين (IEEE)، 1981.[13]

## حياته الشخصية
الدكتور عمر شابسيغ متزوِّج بالسيدة سهام أفموغات (قاردن)، وله منها سبعة أولاد، ستة أبناء هم: غياث، وأنس، وأحمد، وأيمن، وغيث، ومحمد. وابنة واحدة هي دانا، وزوجها طارق بيلتو. وشقيقه هو الطبيب الدكتور رضوان شابسيغ، مدير قسم المسالك البولية بمركز ميمونيدس بنيويورك، والأستاذ بجامعة كولومبيا.

## وفاته وتأبينه
توفي عمر شابسيغ في الولايات المتحدة، صباح يوم السبت 21 المحرَّم 1446هـ الموافق 27 يوليو (تمُّوز) 2024م، وصُلي عليه صلاة الجنازة ظهر يوم الأحد 28 يوليو 2024م، في مسجد الجمعية الخيرية الشركسية في مدينة وين، ودُفن في مقبرة توتوا في نيوجيرسي. ونعاه مجمع اللغة العربية بدمشق.

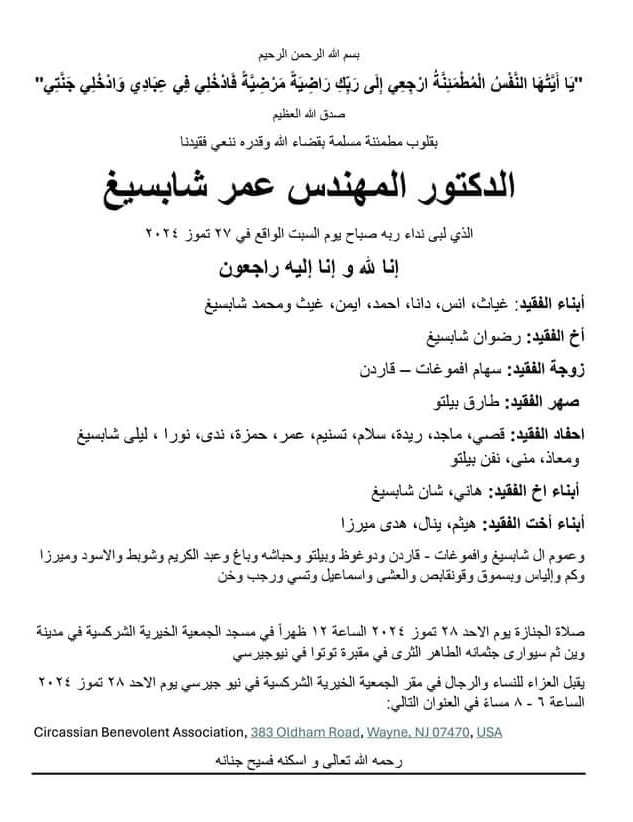
ورقة نعي عمر شابسيغ

## الملاحظات
1. ↑  ذكر موقع مجمع اللغة العربية بدمشق أن الدكتور عمر شابسيغ توفي يوم 28 من يوليو 2024، وهو خطأ صوابه التاريخ المذكور، وهو الموافق لما في ورقة نعيه.